# Amictus similis
Amictus similis är en tvåvingeart som beskrevs av Paramonov 1931. Amictus similis ingår i släktet Amictus och familjen svävflugor. Inga underarter finns listade i Catalogue of Life.